# Franz Hanfstaengl
Franz Seraph Hanfstaengl, född 1 mars 1804 i Baiernrain nära Bad Tölz, död 18 april 1877 i München, var en tysk tecknare, litograf och fotograf.